# سالم أبو أخته (فلم)
سالم أبو أخته، فيلم كوميدي مصري من إنتاج عام 2014، بطولة محمد رجب وأيتن عامر وحورية فرغلي.

## قصة الفيلم
شابٌ فقيرٌ اسمه (سالم) يعمل بائعًا متجولًا، يتحمل مسئولية شقيقته بعد وفاة والديهما، نتيجةً لذلك يطلق عليه المقربون له وجيرانه لقب (سالم أبو أخته). بعد أحداث ثورة 25 يناير تتحول حياته إلى جحيمٍ خاصةً بعد وقوعه في العديد من المشاكل بسبب البلطجية وضباط الشرطة، ويحاول التغلب عليها.

## طاقم العمل
- محمد رجب: سالم أبو أخته
- حورية فرغلي: مصرية
- أيتن عامر: نوجة
- محمد الشقنقيري: خالد
- ريم البارودي: دولت
- بدرية طلبة: خادمة دولت
- هشام إسماعيل: صبحي
- ماهر عصام: خيري
- حسن عبد الفتاح: بسكوته
- منى ممدوح: زوجة خالد
- علياء الحسيني: سامية زوجة صبحي

بالاشتراك مع
- عفاف رشاد: أم مصرية
- إيمان أبو طالب:إعلامية
- شيما الحاج:الراقصة
- ريهام نبيل:شيماء
- أحمد إبراهيم
- حمدي إسماعيل
- أحسان التركي:صلاح
- كمال الألفي:حما خالد
- عمرو صحصاح:ظابط
- هشام الشويخ
- عيد أبو الحمد:عوني والد سامية
- جمالات أم ابتسام
- مراد فكري صادق:بائع
- قدري أبو الهول
- محمد فاروق
- عاطف السعيد
- هاني العدوي
- محمد فرغلي
- محمود معجزة
- خالد خليل
- هبه مجدي

## وصلات خارجية
- مقالات تستعمل روابط فنية بلا صلة مع ويكي بيانات
- صفحة الفيلم في قاعدة بيانات الأفلام العربية